# Markt Nordheim
Markt Nordheim er en købstad (markt) i den mittelfrankiske Landkreis Neustadt an der Aisch-Bad Windsheim i den tyske delstat Bayern. Den er en del af Verwaltungsgemeinschaft Uffenheim.

## Geografi
Markt Nordheim ligger ved de sydlige udløbere af Steigerwald. Kommunens område ligger på vandskellet mellem Gollach → Tauber og Ehebach → Aisch. Geroldsbach har sit udspring og løber gennem kommunen, før den munder ud i Ehe.
Nabokommuner er (med uret, fra nord): Sugenheim, Bad Windsheim, Ergersheim, Uffenheim og Weigenheim.

### Inddeling
I kommunen ligger ud over Markt Nordheim landsbyerne:
| - Herbolzheim - Kottenheim - Seehaus | - Ulsenheim - Wildberghof - Wüstphül |